# Let Me Entertain You
Let Me Entertain You – utwór muzyczny brytyjskiego piosenkarza Robbie’ego Williamsa, napisany w 1997 i wydany w formie singla 16 marca 1998 nakładem wytwórni Chrysalis Records. Piosenkę napisali Williams i Guy Chambers, który wraz z Steve’em Powerem odpowiadał także za jej produkcję.
Do utworu został nakręcony teledysk, będący parodią stylu glam rockowego, w którym Williams wraz ze swoim zespołem zostali wystylizowani na członków grupy Kiss. Za reżyserię odpowiadał Vaughan Arnell. W 1999 wideoklip nominowany był do nagród Brit w kategorii „Teledysk roku”.
Utwór dotarł do trzeciego miejsca na liście UK Singles Chart, ponadto zajął 33. miejsce w notowaniu przebojów w Nowej Zelandii, 42. miejsce w Holandii i 46. miejsce w Australii.